# 2003–2004-es szlovák labdarúgó-bajnokság (első osztály)
A 2003–2004-es szlovák nemzeti labdarúgó-bajnokság első osztálya tíz csapat részvételével rajtolt. A címvédő, az MŠK Žilina meg tudta védeni bajnoki címét. A gólkirály 22 góllal Roland Števko lett, az MFK Ružomberok játékosa.

## Végeredmény
| #   | Csapat                    | M  | GY | D  | V  | G+ – G– | GK  | P  | Megjegyzések                                   |
| --- | ------------------------- | -- | -- | -- | -- | ------- | --- | -- | ---------------------------------------------- |
| 1.  | MŠK ŽilinaCV              | 36 | 17 | 13 | 6  | 62–35   | +27 | 64 | 2004–2005-ös Bajnokok ligája – 2. selejtezőkör |
| 2.  | Dukla Banská BystricaÚ    | 36 | 17 | 13 | 6  | 58–36   | +22 | 64 | 2004–2005-ös UEFA-kupa – 1. selejtezőkör       |
| 3.  | MSK SCP Ružomberok        | 36 | 15 | 10 | 11 | 53–47   | +6  | 55 |                                                |
| 4.  | Spartak Trnava            | 36 | 15 | 8  | 13 | 46–46   | 0   | 53 |                                                |
| 5.  | Laugaricio Trenčín        | 36 | 13 | 9  | 14 | 37–43   | −6  | 48 |                                                |
| 6.  | ZŤS Dubnica nad Váhom     | 36 | 12 | 10 | 14 | 41–42   | −1  | 46 |                                                |
| 7.  | Inter Slovnaft Bratislava | 36 | 12 | 9  | 15 | 38–44   | −6  | 45 |                                                |
| 8.  | Artmedia Petržalka        | 36 | 10 | 14 | 12 | 43–44   | −1  | 44 | 2004–2005-ös UEFA-kupa – 2. selejtezőkör       |
| 9.  | Matador Púchov            | 36 | 10 | 9  | 17 | 34–54   | −20 | 39 |                                                |
| 10. | Slovan Bratislava         | 36 | 6  | 11 | 19 | 37–58   | −21 | 29 |                                                |

Forrás: rsssf.com 
A rangsorolás alapszabályai: 1. összpontszám, 2. egymás elleni eredmények összpontszáma, 3. gólkülönbség, 4. szerzett gólok száma.
Az Artmedia Petržalka kupagyőztesként indulhatott az UEFA-kupa második selejtezőkörében.
(B): Bajnokcsapat, (K): Kieső csapat, (F): Feljutó csapat, (I): Kupainduló, (R): A rájátszás győztese, (KGY): Kupagyőztes

## Külső hivatkozások
- A bajnokság honlapja